# 班蓋姆
班蓋姆是非洲中西部國家喀麥隆的城鎮，由西南省負責管轄，位於該國西部，海拔高度1,470米，每年十一月至三月是旱季，其餘時間是雨季，鎮上人口為3,963。
5°05′N 9°46′E / 5.083°N 9.767°E